# ووكمرس
وُوُكُمِرْسْ أو وُوُكُومِرْسْ (بالإنجليزية: WooCommerce وتتكون من مقطعين "وُوُ   -   كُومِرْسْ")‏ هو برنامج مساعد لووردبريس يسمى إضافة plugin. وصُمِّمت هذه الإضافة لجعل موقع ووردبريس يعمل بمنظومة للتجارة الإلكترونية الكبيرة والصغيرة من خلال نظام الووردبريس. وقد تم عمل أول إصدار له في 27 سبتمبر سنة 2011، وأصبح هذا البرنامج المساعد واسع الانتشار بسبب بساطته وسهولة تركيبه (install)، بالإضافة لسهولة التعامل مع خواصه كما أنه حر.

## نبذة تاريخية
ووكومرس WooCommerce يتم تطويرها وتشغيلها بواسطة شركة أوتوماتيك Automattic، طُوِّرت هذه الإضافة بواسطة مطوريين للقوالب WooThemes وقد قاموا بتعيين مطوِّريْن وهما «ميك جولي» و«جاي كستر» وهما مطوريْن من جيجوات وهي شركه إنجليزية، وقد قاموا بضمهما إلى مشروع جيجوشوب وهو مشروع مفتوح المصدر لعمل مواقع إلكترونية تجاريَّة مبنيَّة على نظام إدارة المحتوى - ووردبريس.

## استخداماته
ووكومرس تم تبنيه بواسطة أكثر من 4.5 مليون+ من تجار المواقع الإلكترونية online retailers. واسْتُخدِم في عدد كبير من المواقع الإلكترونية ذات الإقبال الكبير من المستخدميين high-traffic، ووكومرس جذب شعبية كبيرة كمنتج رئيسي عالي الجودة، بالإضافة للعديد من الملحقات والاضافات plugins، وهو حرّ ومفتوح المصدر. مع وجود العديد من الآلاف من الإضافات ذات الأسعار الثابتة.

## وصلات خارجية
- الموقع الرسمي
- الموقع الرسمي لووردبريس
- الموقع الرسمي لـ ووردبريس العربية
- الدعم الفني لـ ووردبريس العربية